# NGC 5384
NGC 5384 (другие обозначения — UGC 8886, MCG 1-36-8, ZWG 46.23, ARAK 434, PGC 49707) — линзообразная галактика (S0) в созвездии Дева.
Этот объект входит в число перечисленных в оригинальной редакции «Нового общего каталога».